# Église Notre-Dame-de-la-Gare de Paris
Pour les articles homonymes, voir Église Notre-Dame, Notre-Dame et NDG.
L'église Notre-Dame de la Gare est une église paroissiale située sur la place Jeanne-d'Arc dans le 13e arrondissement de Paris, en France. Elle tire son nom du quartier dans lequel elle se trouve, le quartier de la Gare. Elle fut consacrée le 11 novembre 1859. 

## Histoire
La construction de l'église débute en 1847, alors que le territoire de la paroisse est sur la commune d'Ivry. Claude Naissant en est l'architecte. Elle est consacrée en 1859 sous le nom « Notre-Dame de l'Immaculée-Conception ». Le quartier d'Ivry dont dépend la paroisse est rattaché à Paris en 1860. C’est à la suite de ce rattachement que la place de l’église devient place Jeanne d’Arc (à cette époque la sainte n’a pas encore été canonisée et aucune église ne pouvait porter son nom). Dans les documents d’archive, elle porte le nom du quartier d’Ivry de Paris et des Deux Moulins (devenu quartier de la Gare). Au moment de sa construction et dans les archives, elle est parfois simplement désignée comme église des Deux Moulins (nom donné par la suite à l’église construite à proximité de la place d’Italie, l'église Saint-Jean-des-Deux-Moulins)
Le projet de ravalement de l’église et d’accessibilité aux handicapés a été retenu dans le cadre du budget participatif organisé par la mairie de Paris.
Le fondateur de la Paroisse Notre-Dame de La Gare est l’abbé Louis Parguel, qui a été son premier curé, de 1847 à 1879. Il a été suivi d'André Porte, Emile Reinberg, Louis Goffinet, Léon Larger, Paul Lecerf, Georges Ambler, Maurice Deleuze, Jean Choquet, Maurice Bacquet, Robert Jorens, Alexis Bacquet, Antoine Hérouard, Philippe Desgens, Emmanuel Boudet, et actuellement Augustin Deneck.
Une nouvelle maison paroissiale a été ouverte en 2009 au 8 rue Dunois en remplacement des locaux devenus inadaptés de la rue Xaintrailles.
En 2016, un groupe de scouts et guides de France est créé à la paroisse.
Le 25 juin 2023, le nouveau mobilier du chœur est inauguré en présence de l'archevêque de Paris Mgr Ulrich, comprenant un ambon, un autel et un tabernacle en marbre de Turquie. L'autel contient des reliques de trente saints, parmi lesquels saint Antoine de Padoue. De nombreux travaux avaient été effectués dans les dernières années, parmi lesquels d'importantes rénovations sur la façade qui a été nettoyée, et le chœur réaménagé.

## Architecture et décorations

### Extérieur
Construite au milieu du XIXe siècle, l'église est de style néo-roman. L'arcature en plein cintre de la porte, les colonnes trapues de la nef et les trois absides du chevet sont caractéristiques de l'art roman.

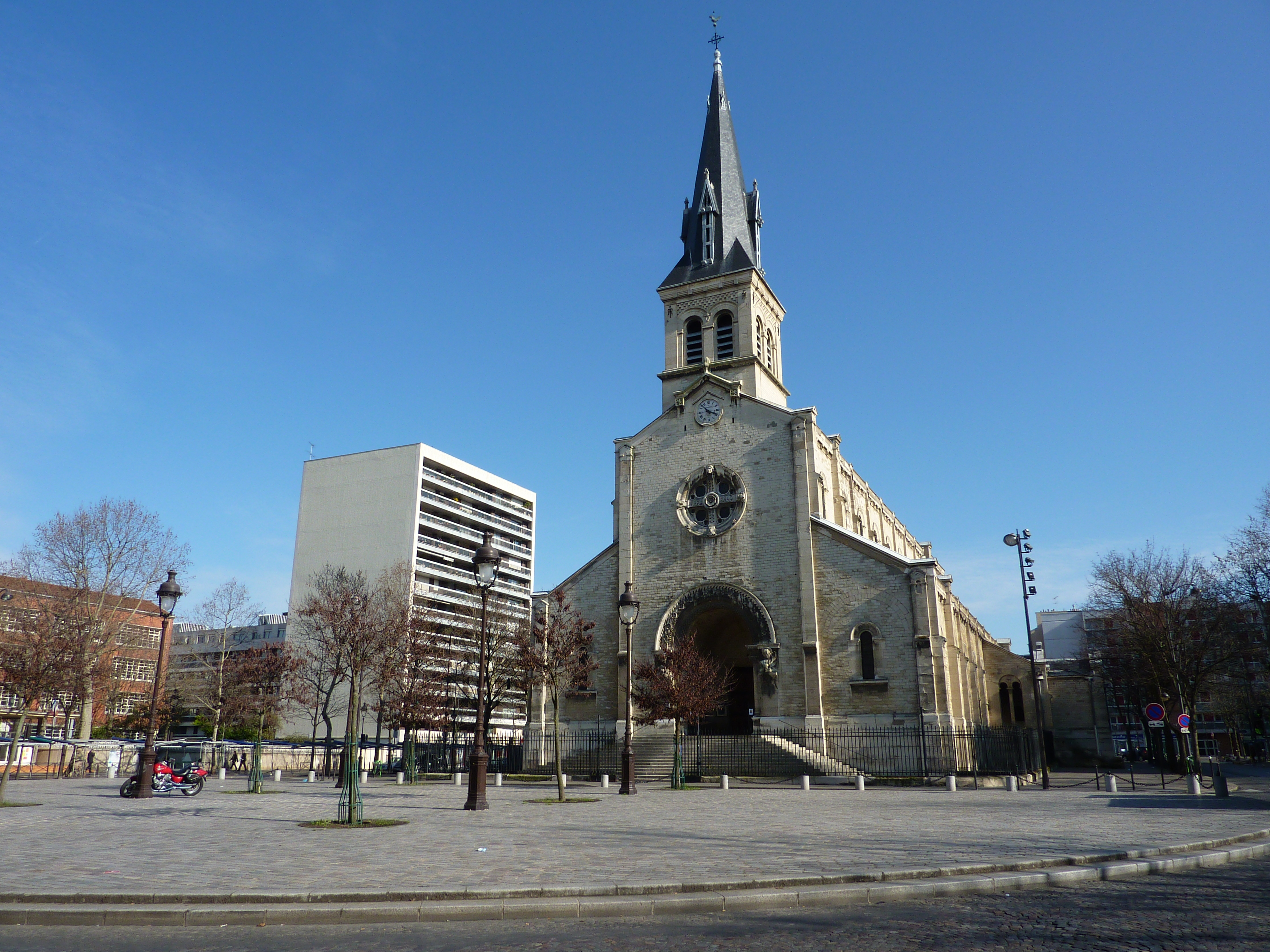
Vue d'ensemble avec la place Jeanne-d'Arc.
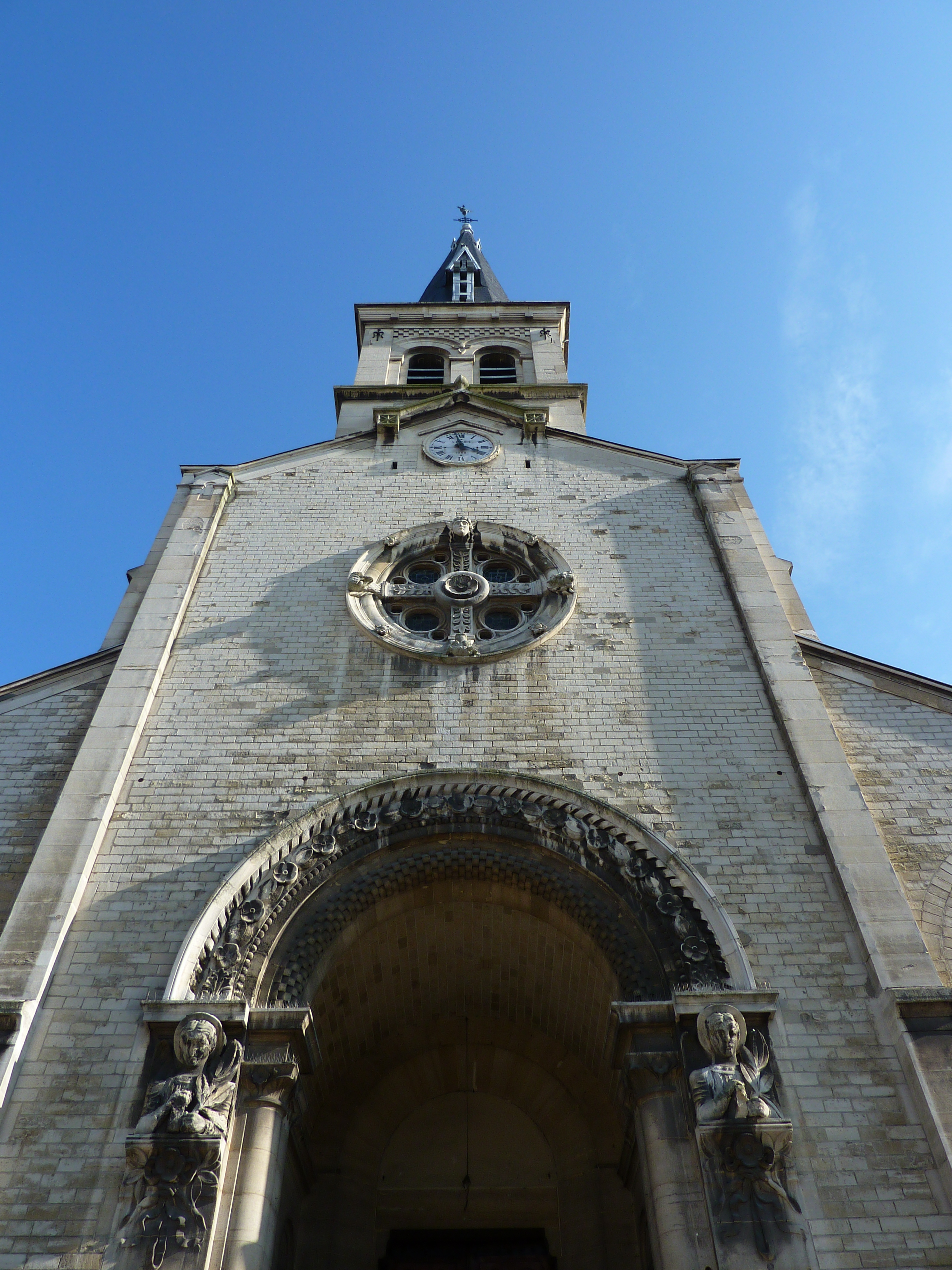
Portail avec ses sculptures.
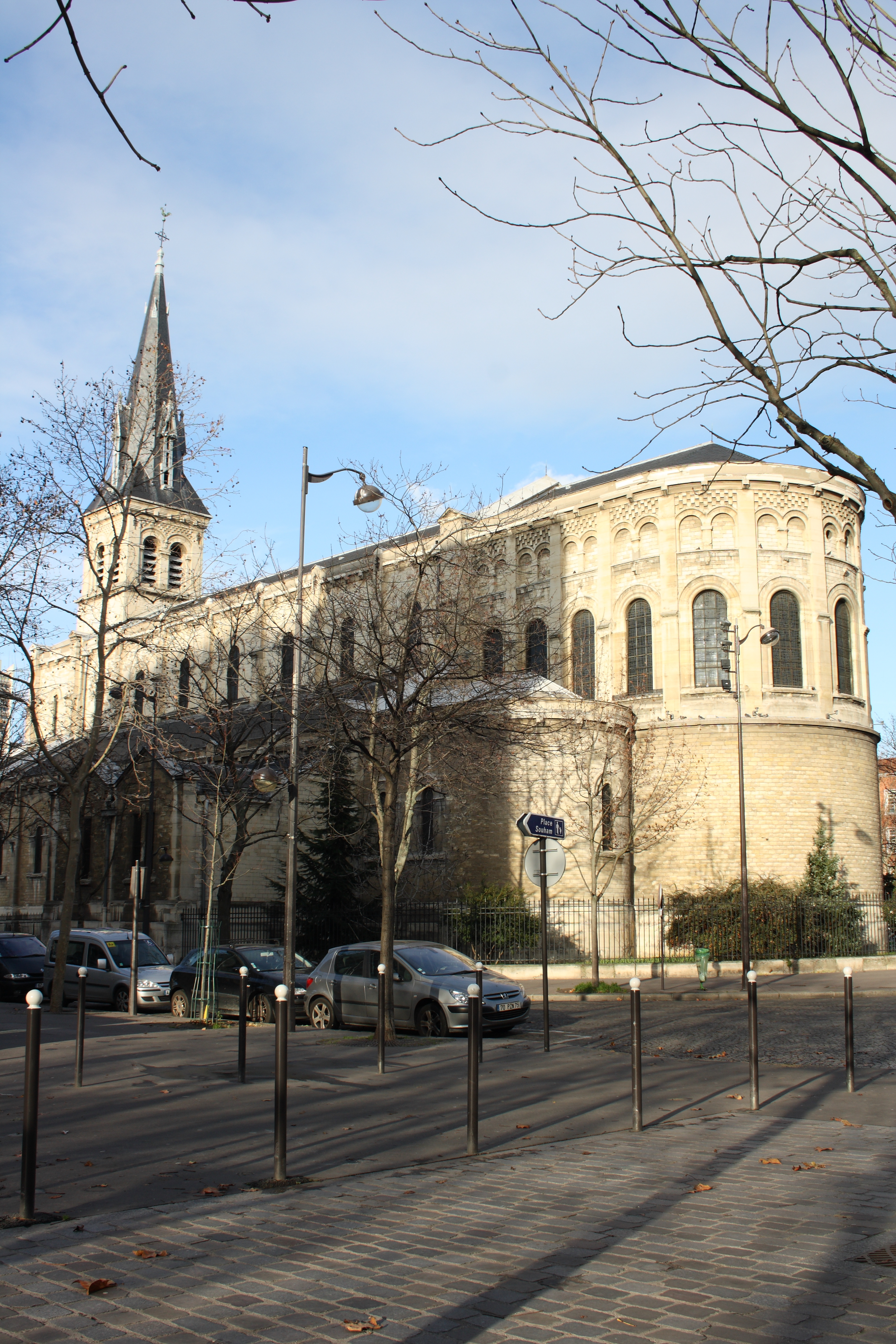
Façade latérale droite et chevet.

### Intérieur
La voûte est peinte en 1862 par Félix Jobbé-Duval. Elle représente alors la Vierge en majesté avec l'Enfant-Jésus.
Le chœur fut repeint en 1953 par le peintre Anders Osterlind assisté de Jean-François Dolbeau.

Nef centrale
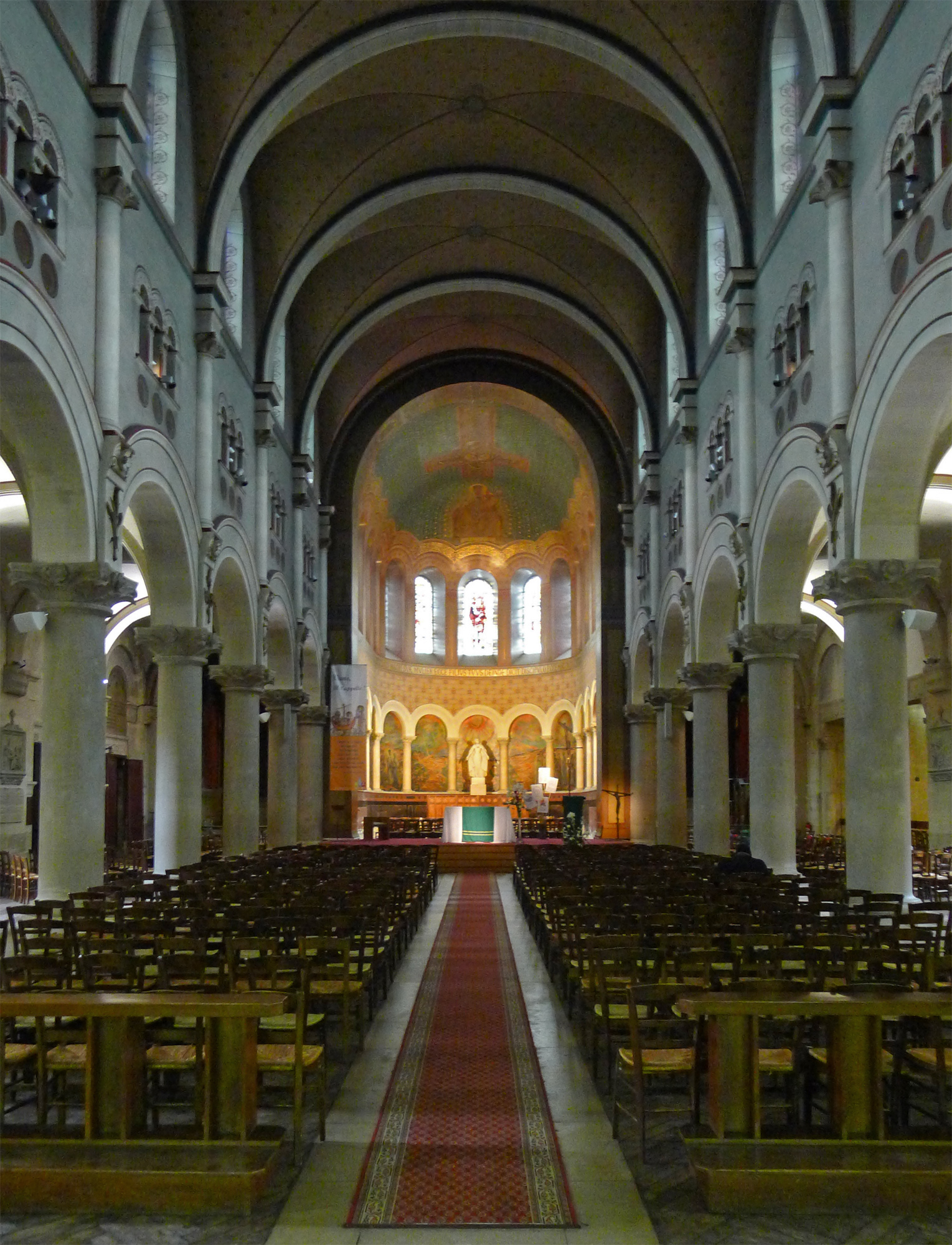
Nef centrale.
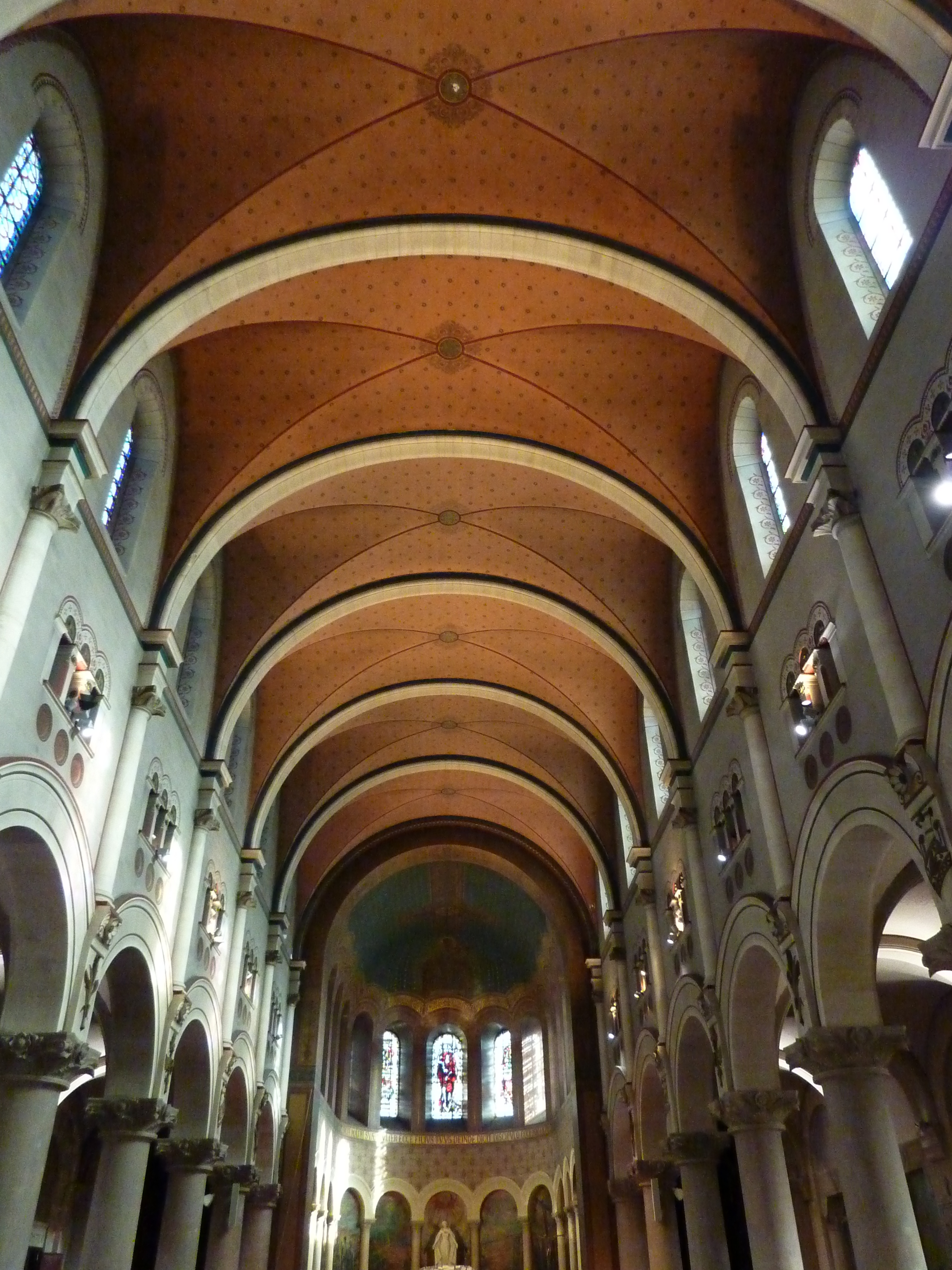
Détail de la Voûte.
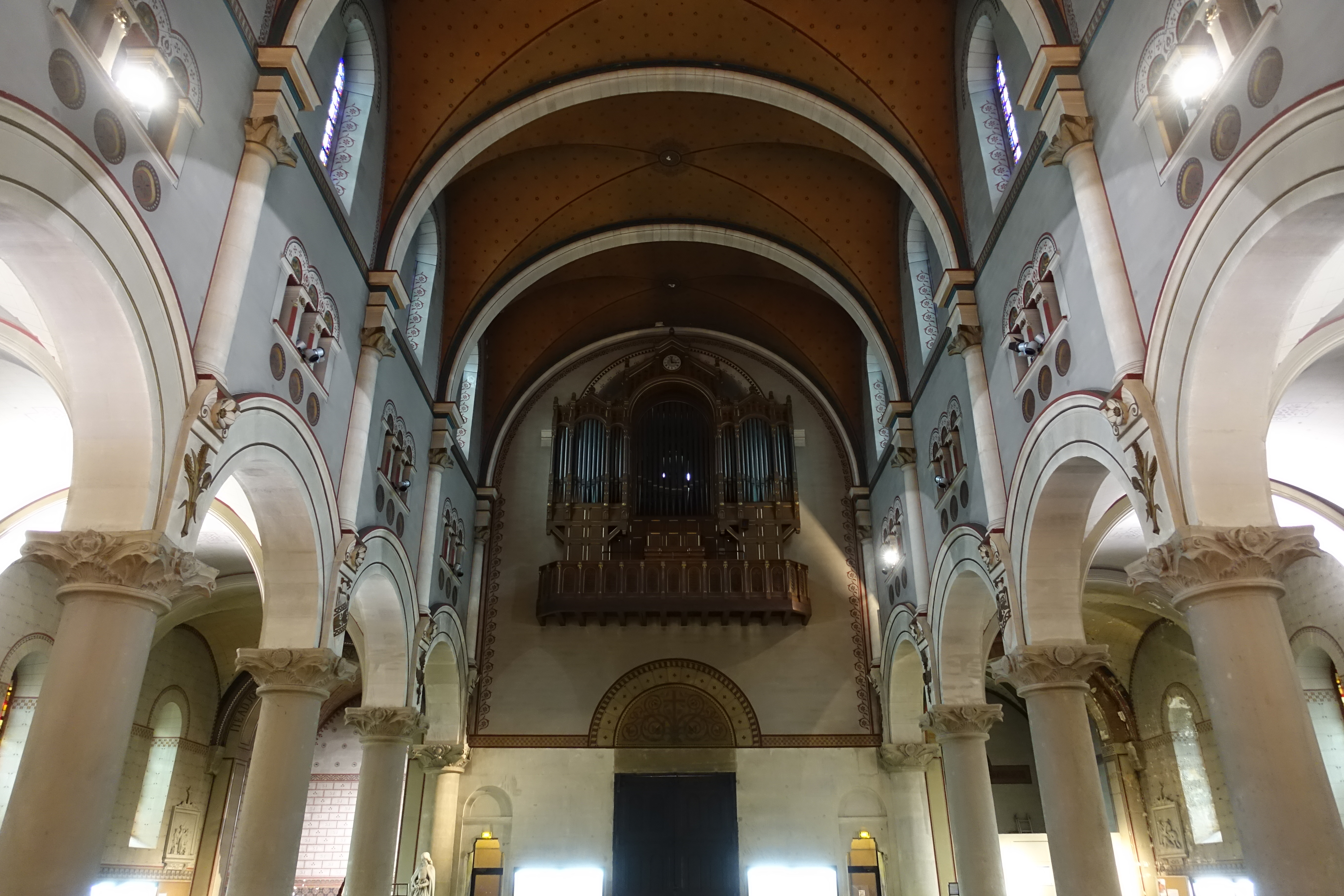
La nef avec l'orgue.

Abside et voûte
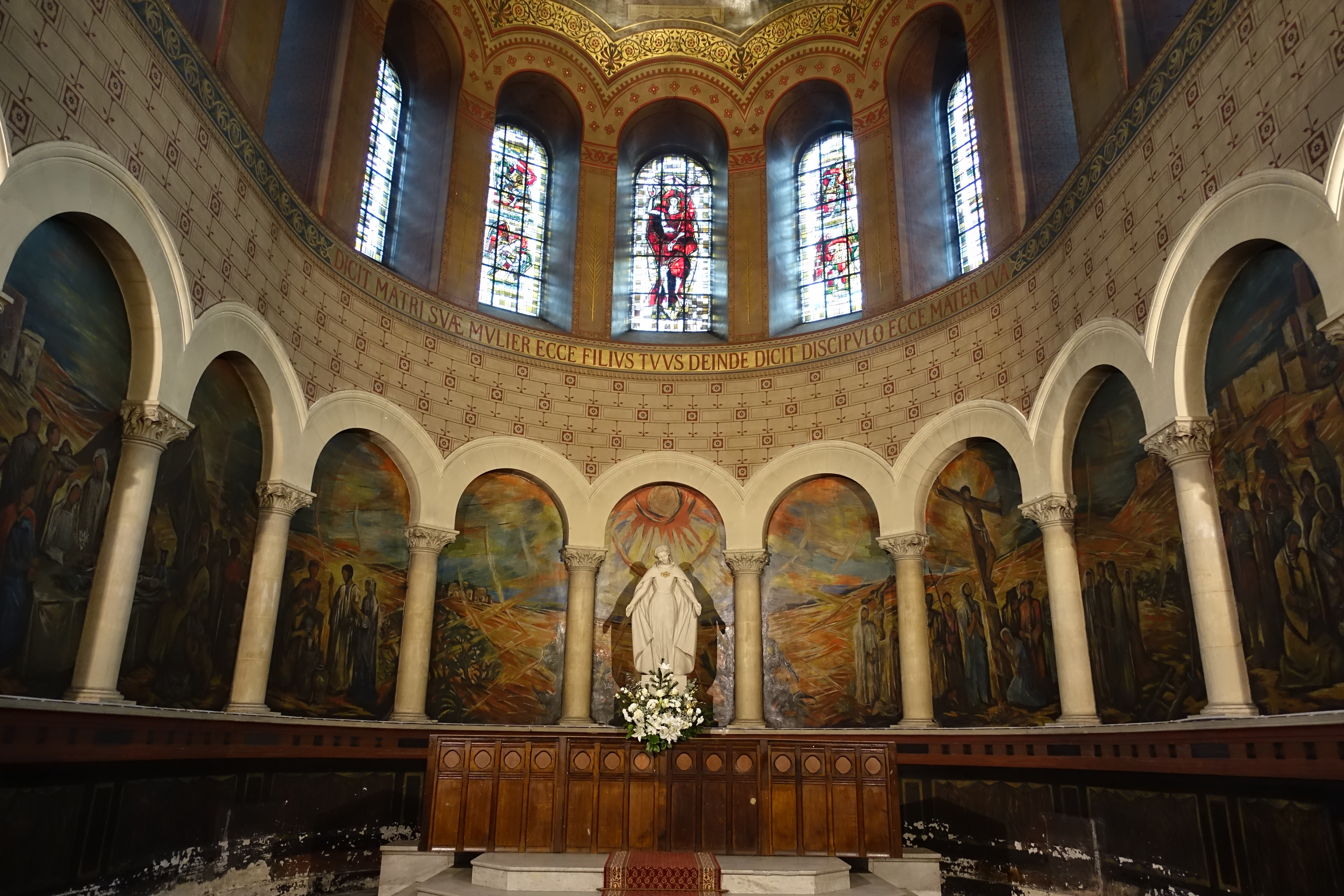
Toile marouflée d'Anders Osterlind
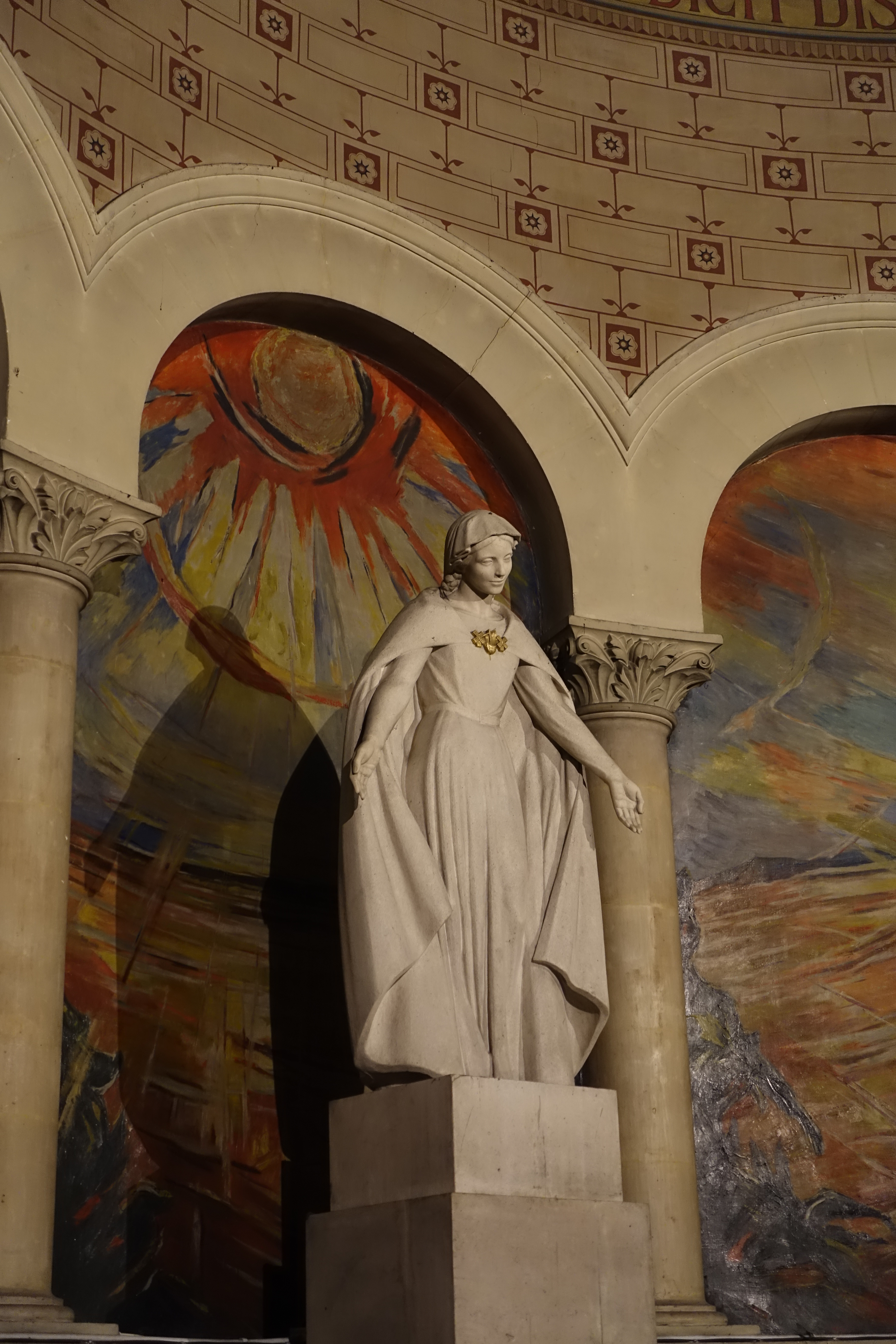
Statue de la Vierge.
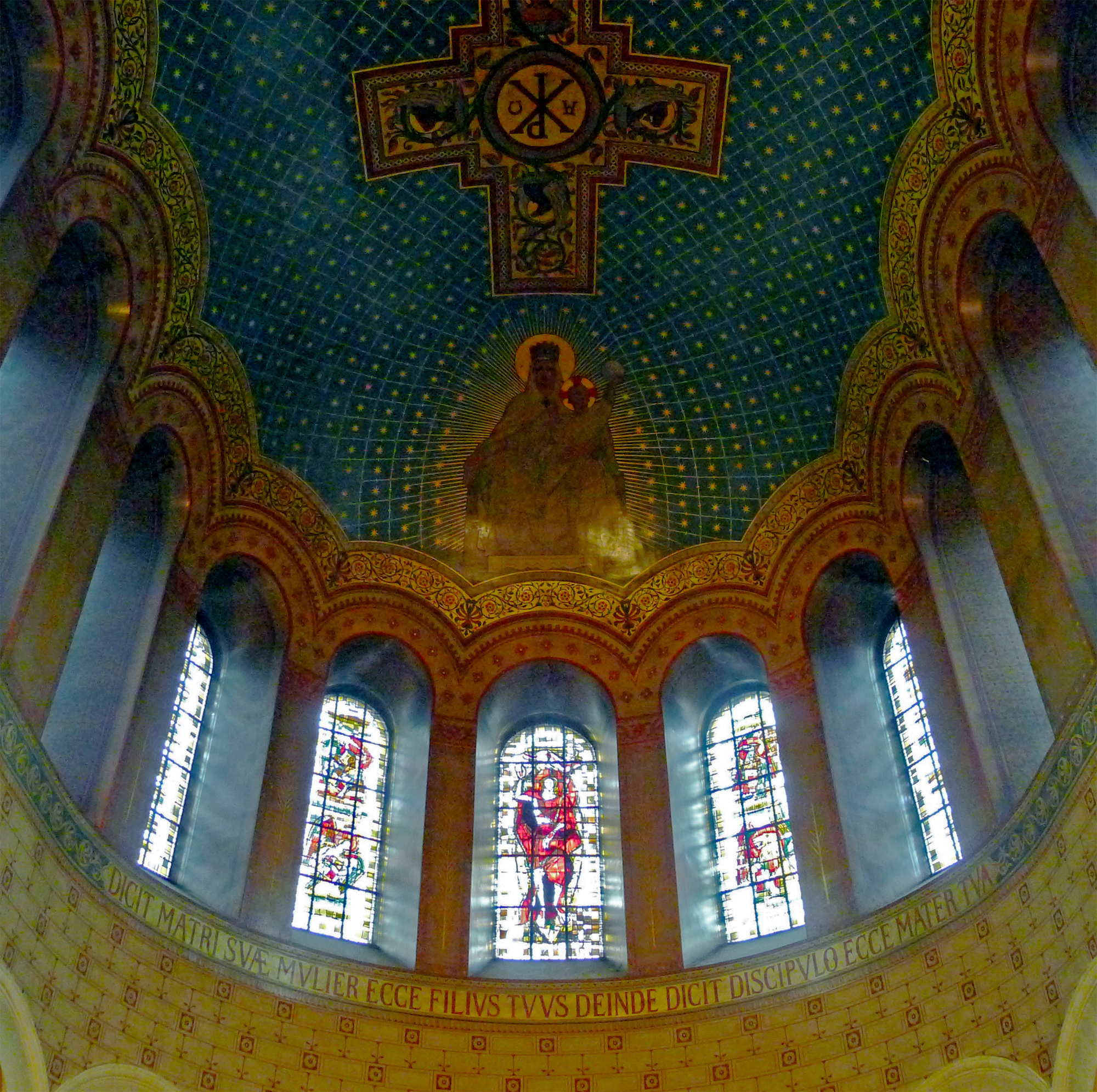
Fresque de Félix Jobbé-Duval.

Quelques œuvres d'art
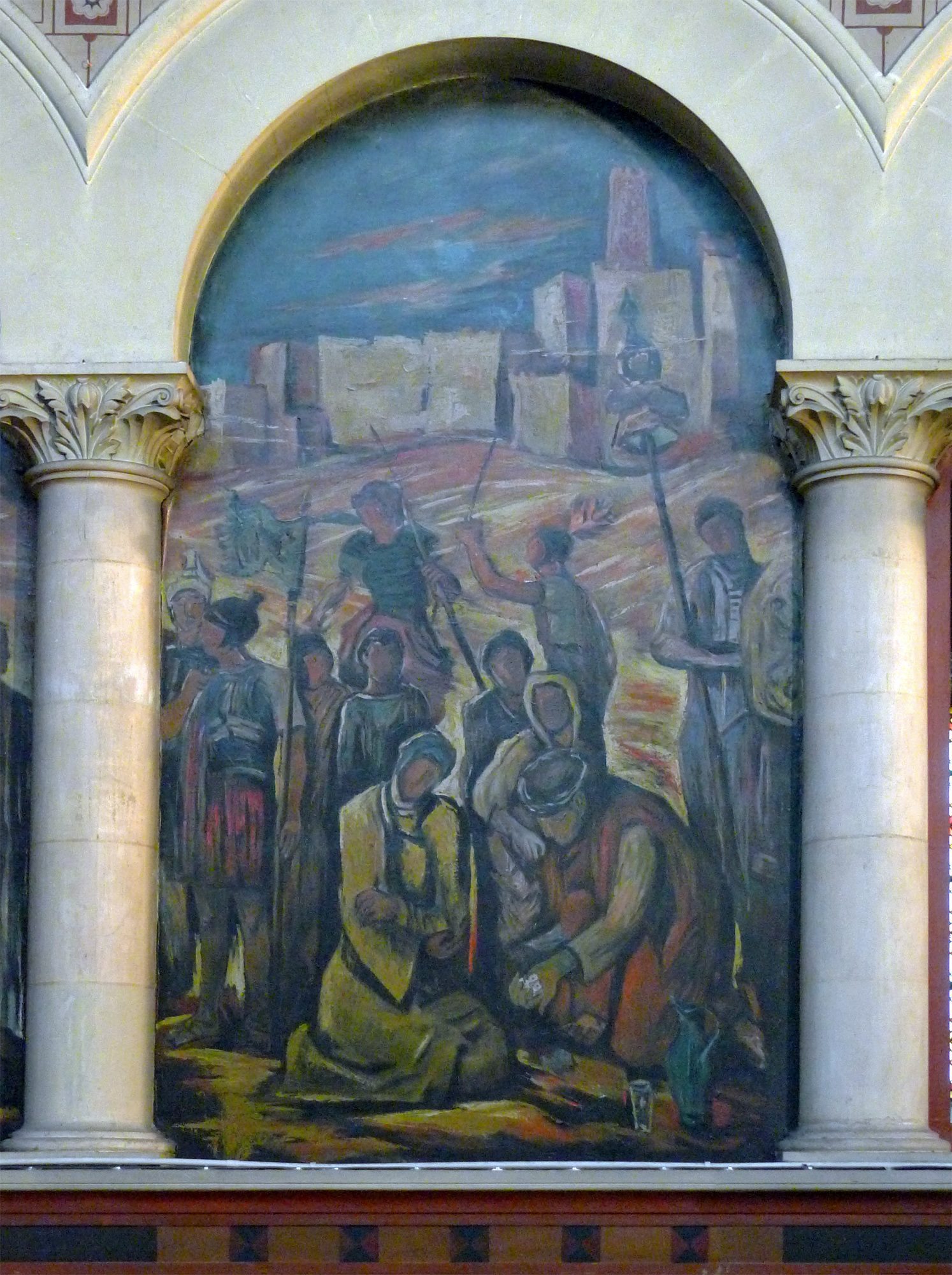
Détail de la toile marouflée d'Anders Osterlind.
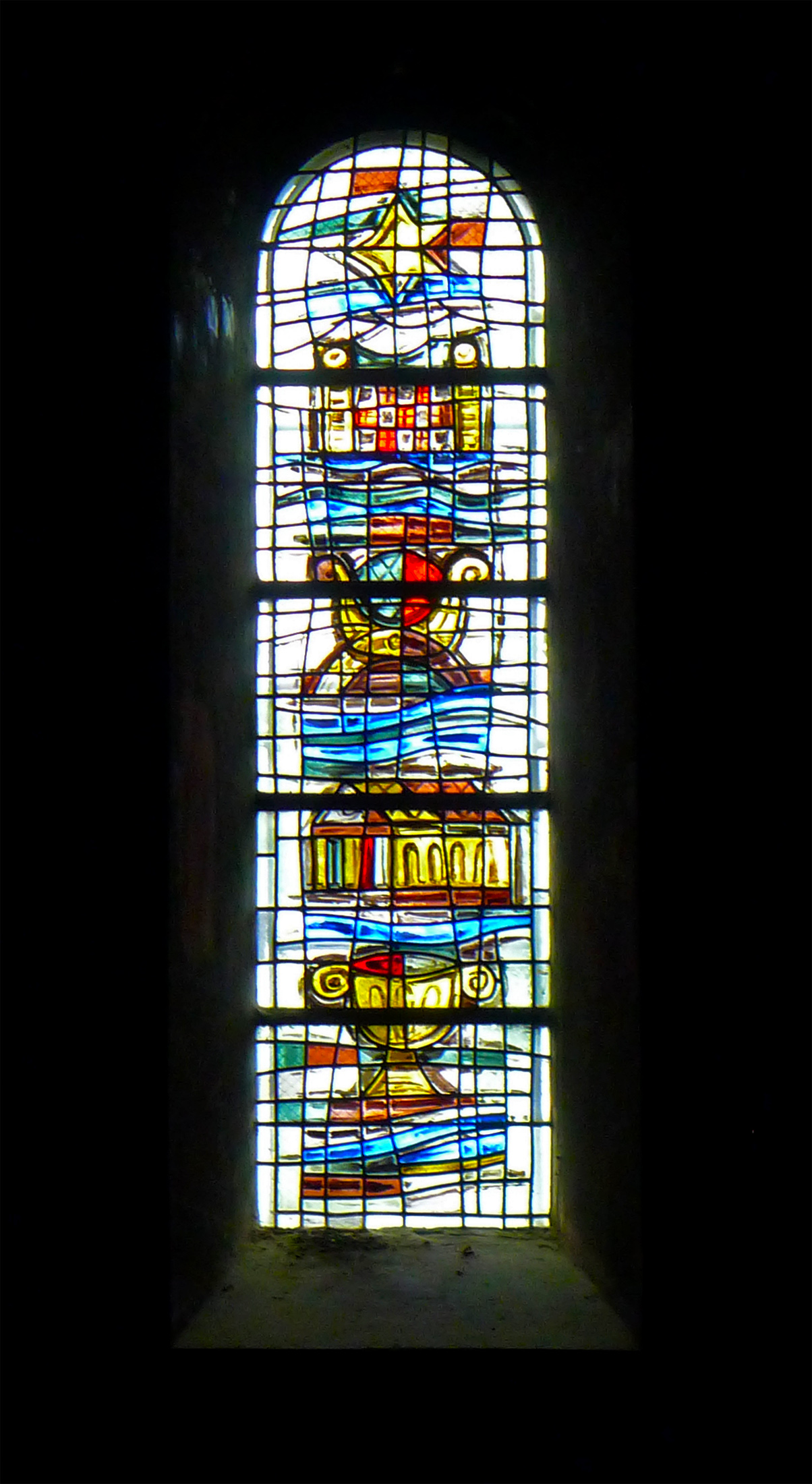
Vitrail.
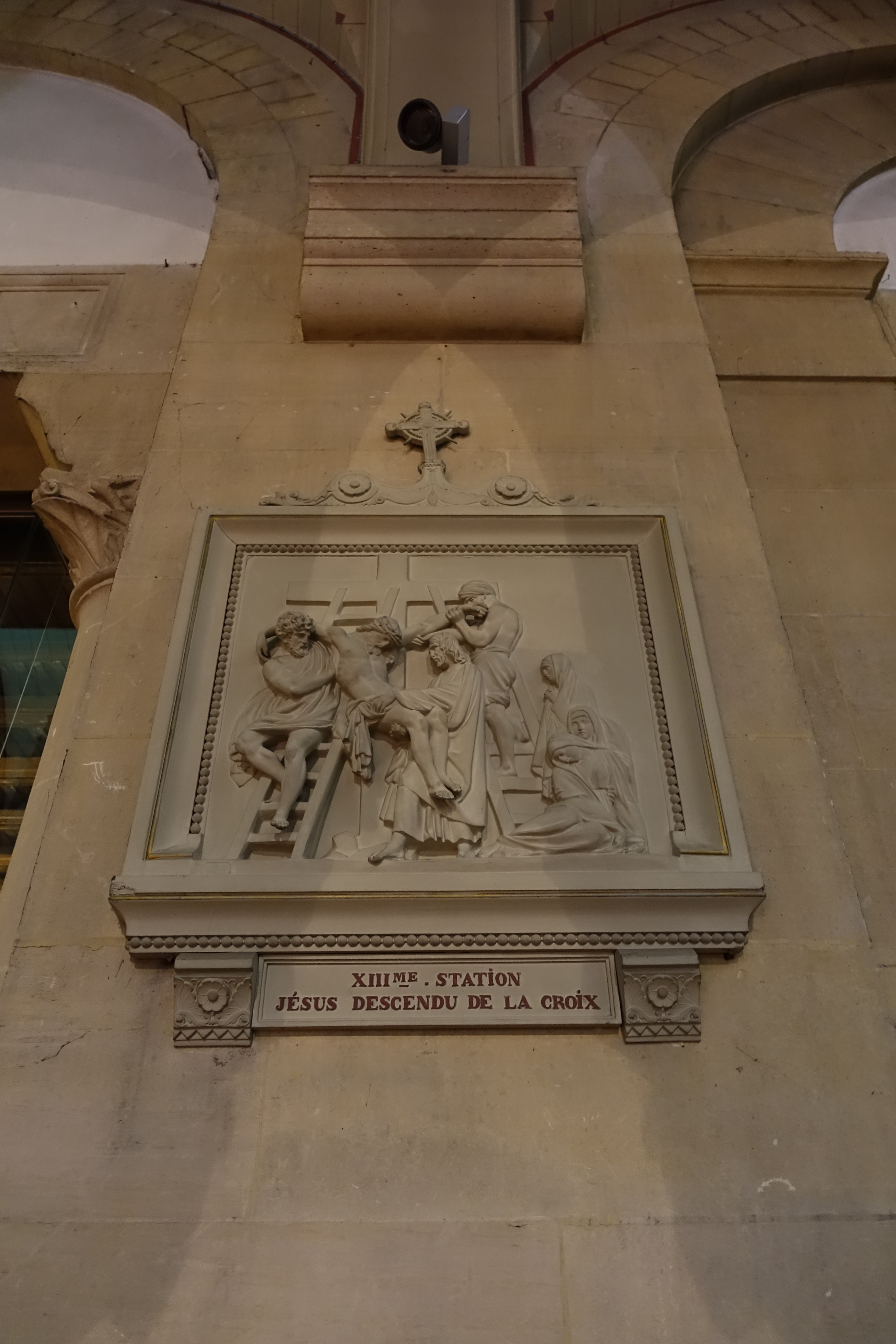
Station XIII du Chemin de croix.
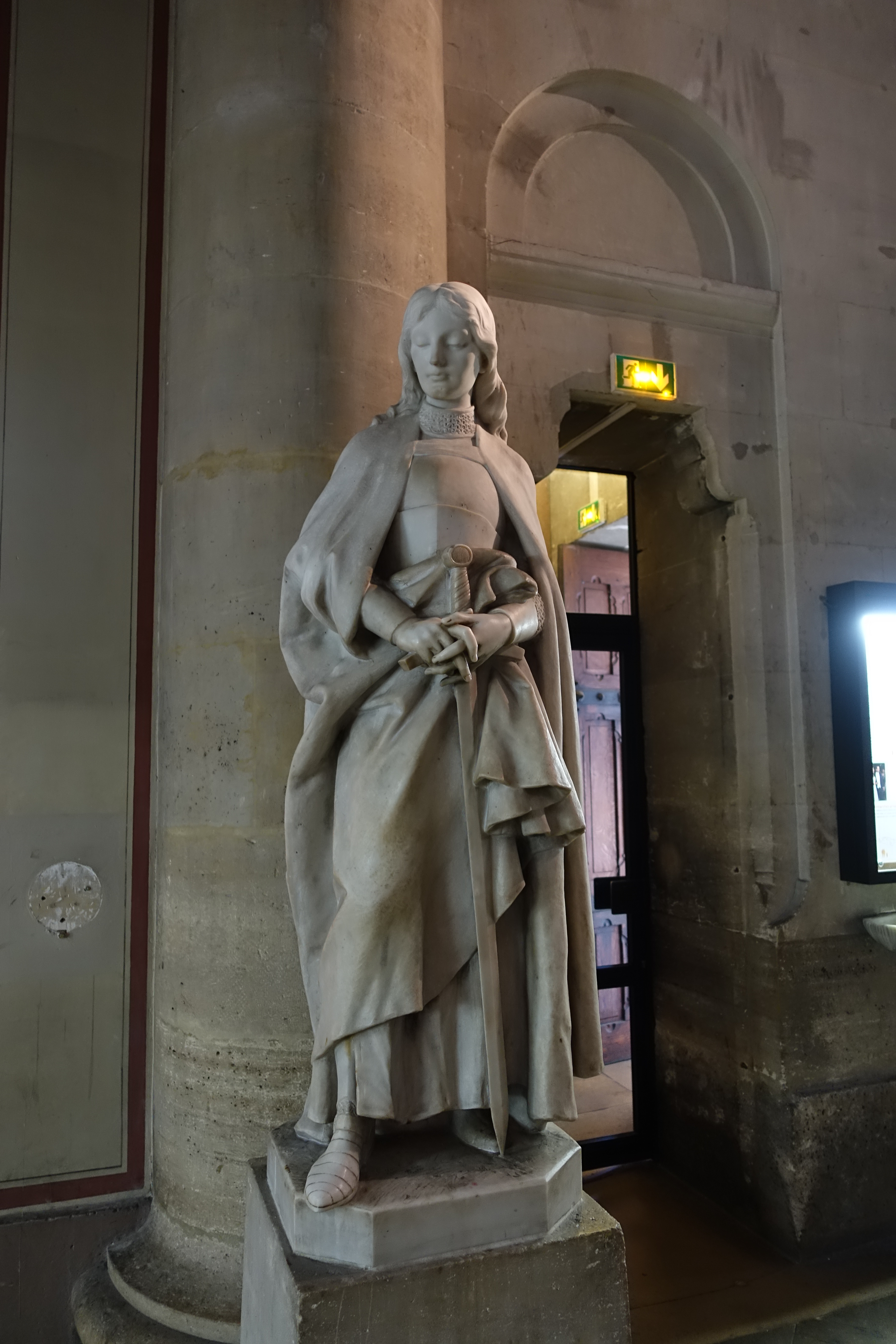
Statue de Jeanne d'Arc.
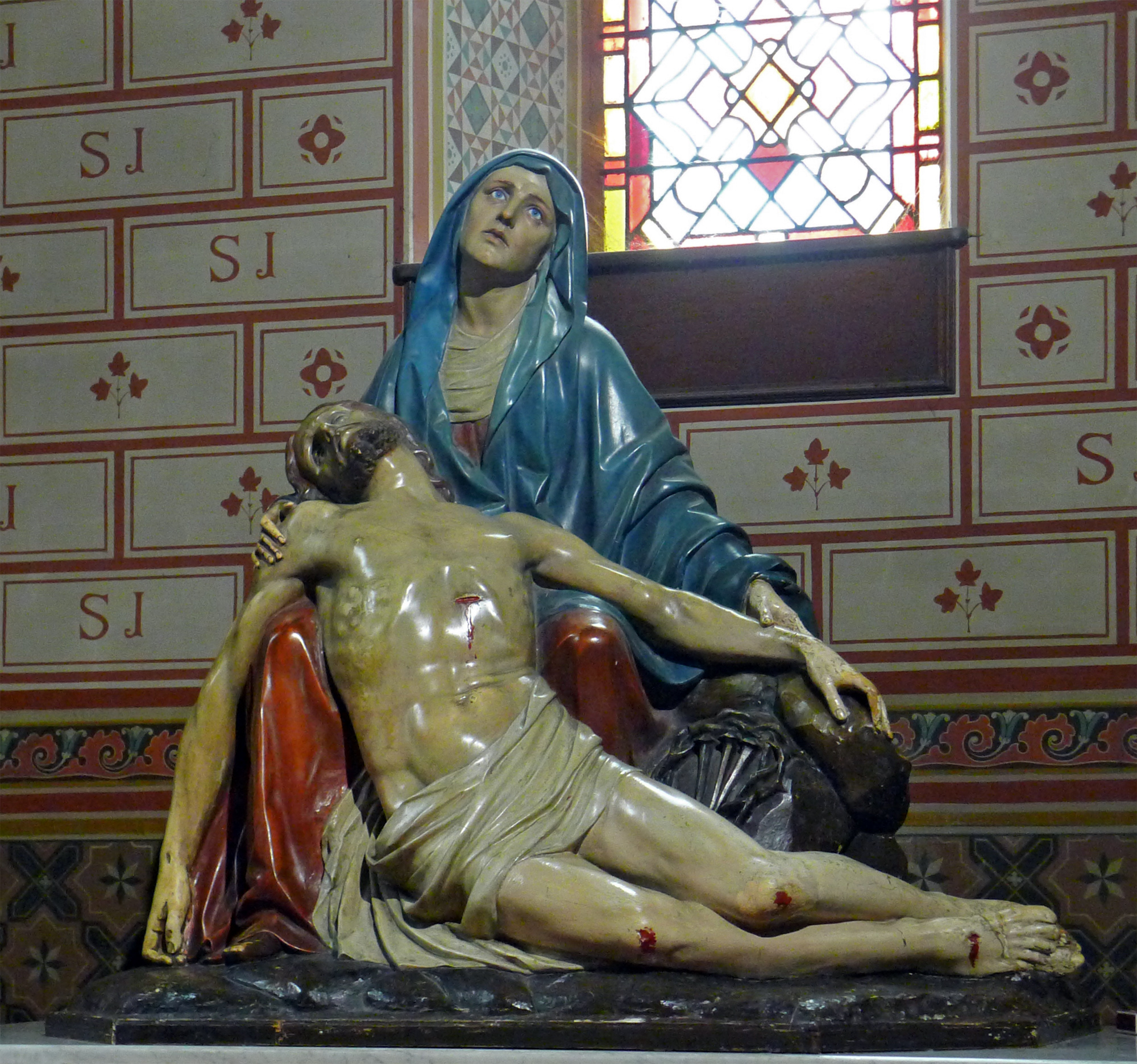
Vierge de Pitié.

### Les orgues

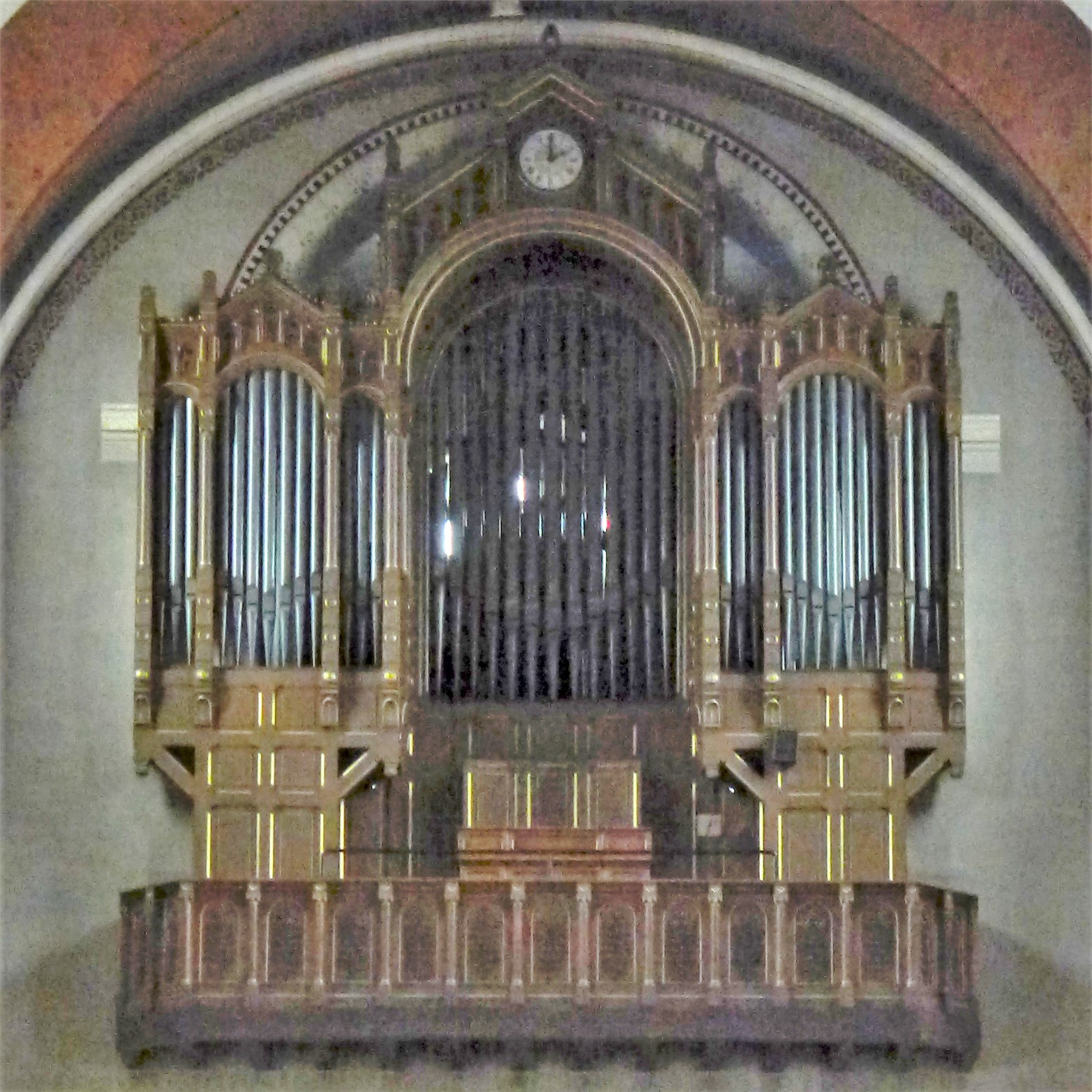
Orgue de tribune.

Le grand orgue construit en 1863 par Aristide Cavaillé-Coll, restauré par Gutschenritter (1928, 1983) et Haerpfer (1984), comporte 24 jeux, 2 claviers de 56 notes et un pédalier de 30 notes. Transmissions mécaniques. La partie instrumentale de l'orgue de cette église est classée monument historique au titre des objets depuis le 20 juin 1989.
Le petit orgue de chœur, construit en 1860, est entièrement expressif ; il comporte 4 jeux, 1 clavier de 54 notes et un pédalier en tirasse permanente de 18 notes. Les transmissions sont mécaniques.

## Dans la culture populaire
- Dans le film du réalisateur français Jean-Pierre Mocky, Un drôle de paroissien (1963), Notre-Dame-de-la- Gare compte parmi les lieux de prédilection de Bourvil, expert dans l'art de piller les troncs d'église à l'aide de caramels mous.

## Événements
- Le 14 février 1954 se tiennent dans cette église les obsèques de Guillaume Seznec, célèbre criminel ayant toujours clamé son innocence dans l'affaire homonyme.
- Le 13 février 1973 à 13 h 13, le chanteur Ringo (Guy Bayle) a épousé religieusement en cette église la chanteuse Sheila (Annie Chancel). Notre-Dame-de-la-Gare était la paroisse d'enfance de la chanteuse, qui y a été baptisée[5].

### Articles liés
- Quartier de la Gare
- Liste des édifices religieux de Paris
- Archidiocèse de Paris